# Mrchožrout

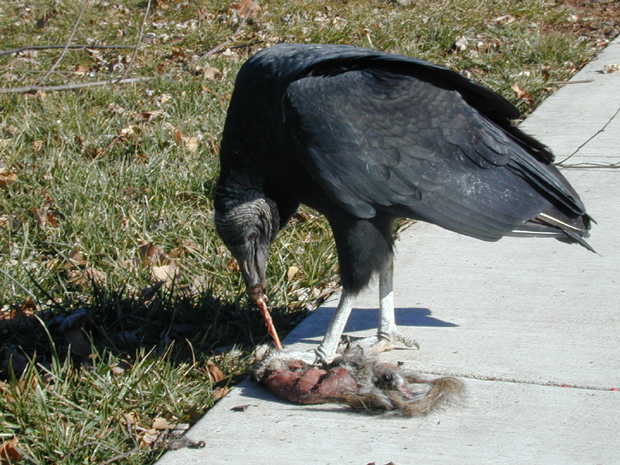
Kondor havranovitý (Coragyps atratus) žeroucí mršinu veverky

Mrchožrout (nebo také nekrofág) je označení pro živočišný druh, který se živí uhynulými živočichy (neloví je nebo je nedokáže ulovit). Mrchožrouti se také živí na zbytcích potravy po predátorech. Nekrofág je živočich, který se živí jinými odumřelými živočichy či rostlinami.
Mrchožrouti patří mezi saprofágy a jim je nadřazen pojem dekompozitor.

## Typičtí představitelé
- sup bělohlavý (Gyps fulvus)
- šakal čabrakový (Canis mesomelas)
- chrobák (Geotrupidae)
- mrchožrout černý (Phosphuga atrata)

S mrchožrouty bývá často asociována také hyena skvrnitá (Crocuta crocuta), ta ale mnohem častěji loví živou kořist a mršiny tvoří jen poměrně malou část jejího jídelníčku. Významným mrchožroutem je naproti tomu lev (Panthera leo), který s hyenami o kořist často soupeří. V některých oblastech[kde?] Afriky tvoří mršiny i více než 60 % jeho potravy.[zdroj?]
V naší přírodě je významným mrchožroutem mezi obratlovci krkavec velký (Corvus corax), i když sám také aktivně loví.

### Film
- Zvířecí úklidová četa [Dokumentární TV film]. USA, 2020.	V orig. Nature's Cleanup Crew. Režie Robin Bicknell, scénář Allen Booth. 52 min.